# Mirko Roggenbock
Mirko Roggenbock (* 1975 in Itzehoe) ist ein deutscher Schauspieler.

## Leben
Mirko Roggenbock stammt aus Schleswig-Holstein. In seiner Heimatstadt Itzehoe besuchte er die Kaiser-Karl-Schule, die er 1996 mit dem Abitur verließ. Unmittelbar anschließend machte er zunächst eine dreijährige Ausbildung zum Tischler. Sein Schauspielstudium absolvierte er von 2000/01 bis 2004 am Max-Reinhardt-Seminar in Wien.
Nach seinem Abschluss war er von 2005 bis 2008 festes Ensemblemitglied am Landestheater Niederösterreich in St. Pölten, wo er zahlreiche Rollen des klassischen und modernen Theaterrepertoires spielte. Dort gehörten u. a. Soljony (Drei Schwestern), Ferdinand (Kabale und Liebe), Valère (Tartuffe), Dr. Lamm (Der Bockerer), Graf Wetter von Strahl (Das Käthchen von Heilbronn), Acaste (Der Menschenfeind) und Trofimov (Der Kirschgarten) zu seinen Hauptrollen.
Weitere Theaterengagements hatte er am Stadttheater Wiener Neustadt (2009), an den Vereinigten Bühnen Bozen (2009), am Theater St. Gallen (2010), im Schlosstheater Schönbrunn und beim Wiener Kosmos Theater. In der Spielzeit 2013/14 gastierte er am Theater Aachen. Außerdem wirkte er bei mehreren freien Theaterproduktionen und Theaterprojekten mit, u. a. im Theater Garage X und beim „Freiraum St.Pölten“. 
Außerdem gastierte er bei mehreren österreichischen Sommertheatern und Sommerfestivals, so bei den Sommerfestspielen Perchtoldsdorf (2005), bei den Sommerfestspielen Berndorf (2011) und beim „Theatersommer Klagenfurt“ (2013). Von 2016 bis 2019 trat er regelmäßig bei den Komödienspielen Porcia auf, wo er u. a. unter der Regie von Angelica Ladurner und Florian Eisner spielte.
In der Spielzeit 2019/20 gastiert er als Dale Harding in Einer flog über das Kuckucksnest am Theater an der Effingerstrasse in Bern.
Roggenbock stand neben seiner Theaterarbeit außerdem in einigen deutschen und österreichischen Film- und Fernsehproduktionen vor der Kamera, wo er mit Manuel Siebenmann, Wolfgang Murnberger, Roland Suso Richter und Florian Baxmeyer arbeitete. In der österreichischen TV-Serie SOKO Wien|SOKO Donau (2019) hatte Roggenbock eine Episodenrolle als tatverdächtiger Leiter eines Jugendzentrums am Wiener Nordbahnhof.
Roggenbock ist Mitglied im Verband Österreichischer Filmschauspieler (VÖFS). Zu seinen Hobbys gehören Laufen, Möbelbau, Lesen (Kriminalromane, Theaterliteratur), Kino, Theater und Kochen. Sein Lieblingsgericht Labskaus stammt aus seiner norddeutschen Heimat. Roggenbock lebt in Wien.

## Filmografie (Auswahl)
- 2005: In einem anderen Leben (Fernsehfilm)
- 2009: Tod aus der Tiefe (Fernsehfilm)
- 2011: Mein bester Feind (Kinofilm)
- 2011: Bella Block: Stich ins Herz (Fernsehreihe)
- 2013: Local Heroes (Kinofilm)
- 2016: Das Geheimnis der Hebamme (Fernsehfilm)
- 2016: Die letzte Reise (Fernsehfilm)
- 2019: SOKO Donau|SOKO Wien: Graues Leben (Fernsehserie, eine Folge)